# Сингаївський Петро Федорович
Петро Федорович Сингаївський (25 жовтня 1929, село Шатрище Коростенського району Житомирської області — 16 січня 1995, Київ) — український письменник (поет, прозаїк, перекладач). Член Спілки письменників України від 1956 року. Брат поета Миколи Сингаївського.

## Біографія
1948 року закінчив десятирічку в Коростені, 1953 року — філологічний факультет Київського університету. Працював редактором видавництва «Дніпро», старшим редактором сценарного відділу Київської студії художніх фільмів імені Олександра Довженка, завідувачем відділу нарису й публіцистики журналу «Радуга».

## Творчість
Друкуватися почав 1953 року. Вийшли збірки поезій «Лирика моей весны» (1956), «Звезды рядом» (1961), «Теплынь» (1964), «Лунный снег» (1966), «Моя турбота віковічна» (1967), «Листя поліського ясеня» (1970), «День, у которого все впереди» (1973), «Приезжайте на мой материк» (1974), «Каштановий світ» (1975), «Травневі арфи» (1979), «Полудневий гай» (1981), «Уроки» (1985), «Бажань твоїх снага» (1988), «Осінні вісті» (1989). Серед книжок для дітей — «Кораблі мого дитинства» (1969), «Зоряна доріжка» (1972), «Плисоччина колиска»(1979), «Червень сіно косить» (1985) та «Білі черевички у зими» (1974, 2019). Загалом вийшли друком 22 книжки поезій для дорослих і дітей українською та російською мовами і повість «Сьогодні ще не пізно» (1971).